# Legnago
Legnague (Legnago) est une ville de la province de Vérone dans la région Vénétie en Italie.
Elle est connue pour être la ville dans laquelle est né Antonio Salieri, contemporain de Wolfgang Amadeus Mozart.

## Économie
La commune  possède de nombreux commerces. 

## Administration
| Période                                  | Période  | Identité       | Étiquette | Qualité |
| ---------------------------------------- | -------- | -------------- | --------- | ------- |
| 14 juin 2004                             | En cours | Silvio Gandini |           |         |
| Les données manquantes sont à compléter. |          |                |           |         |

### Hameaux
Legnago, Porto, S.Vito, Canove, Terranegra, S.Pietro, Casette, Vangadizza, Vigo e  Torretta

### Communes limitrophes
Angiari, Bergantino, Bonavigo, Boschi Sant'Anna, Castelnovo Bariano, Cerea, Minerbe, Terrazzo, Villa Bartolomea

## Personnalités nées à Legnago
- Pierluigi Cera (1941-), footballeur.
- Antonio Salieri (1750-1825), compositeur.
- Giovanni Battista Cavalcaselle (1820–1897), historien de l'art.